# Autoba olivacea
Autoba olivacea är en fjärilsart som beskrevs av Walker 1857. Autoba olivacea ingår i släktet Autoba och familjen nattflyn. Inga underarter finns listade i Catalogue of Life.